# 1789 Dobrovolsky
1789 Dobrovolsky eller 1966 QC är en asteroid i huvudbältet, som upptäcktes 19 augusti 1966 av den ryska astronomen Ljudmjla Tjernych vid Krims astrofysiska observatorium på Krim. Den har fått sitt namn efter den sovjetiske kosmonauten Georgij Dobrovolskij, han och hans reskamrater omkom 1971, under Sojuz 11's flygning.
Asteroiden har en diameter på ungefär 7 kilometer och den tillhör asteroidgruppen Flora.
Asteroiderna 1790 Volkov och 1791 Patsayev har också fått namn efter Dobrovolskij's reskamrater.